# César «Banana» Pueyrredón
César Honorio Pueyrredon, conocido como César «Banana» Pueyrredón, (Buenos Aires, 7 de julio de 1952) es un compositor y cantante argentino de pop y pop rock romántico. Es autor de notables canciones como «Conociéndote», «Cuando amas a alguien» y «No quiero ser tu amigo», entre otras. Su sobrenombre, Banana, proviene del nombre de la banda Banana, un famoso grupo de pop-rock en español que él fundara y liderara en los finales de la década de 1960 y principios de los años 70.

## Biografía
César Pueyrredón nació el 7 de julio de 1952 en Buenos Aires. Su abuelo fue el político radical Honorio Pueyrredón. Comenzó a tocar piano a los diez años. Su formación académica incluye la licenciatura en composición en la Facultad de Artes y Ciencias musicales de la Universidad Católica Argentina, donde se destacó por su promedio elevado. Es pariente de la también cantante Fabiana Cantilo y de la política, actual ministra de Seguridad, Patricia Bullrich.
Cuando tenía 14 años, en 1966, junto con su hermano Daniel Pueyrredón, su primo Alejandro Giordano y dos compañeros de colegio Alex Altberg y Daniel Larré formaron la banda The Missing Links, que más tarde se llamaría Mad, y se separaron en 1968.
Otra vez, César Pueyrredón, su hermano Daniel Pueyrredón y Alejandro Giordano más Tatu Lix Klett en batería, Jorge Estévez en primera voz y el «Griego» Jorge Scoufalos —con quien formaría una dupla autoral que sobreviviría a la Banda y seguiría hasta la muerte de Scoufalos en 2007—, en segunda voz, formaron los Sixcodelics. Tiempo después cambiaron el nombre por Fever ya con el «Toro» Martínez en batería en lugar de Tatu Lix Klett.

### Banana (1969-1984)
En 1969, tras algunos cambios, César Pueyrredón pasa a ser el vocalista y la banda, que ya cantaba en español, cambió su nombre, así nació Banana. Sus integrantes iniciales fueron César Pueyrredón (voz y teclados), Jorge «Griego» Scoufalos (guitarra y segunda voz), Daniel Pueyrredón (guitarra), Alejandro Giordano (bajo) y «Toro» Martínez (batería).
Dicha agrupación fue una de las primeras en cantar rock en español en Argentina. Alcanzó una gran popularidad en los finales de la década de 1960 y principios del 70, y se caracterizó por su estilo inconfundible a partir de las composiciones melódicas de César y su estilo romántico. La banda impuso éxitos masivos que se volvieron clásicos de la música popular argentina, entre los que se destaca el tema «Conociéndote» (1972), así como «Negra no te vayas de mi lado» del mismo año, «Toda una noche contigo» además del clásico «Nadie podrá hacerme olvidar» (1973) y de la súper romántica «Nuestro amor comenzó a vivir (1973). Dos años más tarde sale el disco que contiene Ella está con lagrimas en los ojos (interpretado luego por Ricardo Montaner).

### Carrera solista
La banda permaneció en el tiempo y terminó disolviéndose en 1984, iniciando César su carrera en solitario, durante la cual grabó once álbumes. Ya había sacado dos álbumes solistas, pero el despegue fue a partir de 1986 —cuando realiza el álbum Está en vivo, una reinterpretación de éxitos de Banana— que hizo popular en nuevas generaciones temas como «Conociéndote», «Toda una noche contigo», «Aún es tiempo de soñar» o clásicos como «Ella está con lágrimas en los ojos». Entre 1985 y 1987, compone y edita canciones junto con su colega musical y hermano de la vida Eddie Sierra en dos de sus discos, sencillos tales como La chica del adiós, Donde olvidaste nuestro amor, Un hombre feliz, en 1987 editó Más cerca de la vida, un año más tarde, Ser uno mismo y en 1989 Tarde o temprano. Esta trilogía marcó su pico más alto de popularidad en su etapa solista, con espectáculos masivos en teatros, como el Ópera. 
En su etapa solista se destacan sus canciones «Cuando amas a alguien», «Amor, te quiero todavía», «Felicidad, no tienes dueño», «No quiero ser tu amigo», «Tarde o temprano, así será» y «Por siempre, mi buen amor». En 1991 es invitado por el rapero Jazzy Mel para interpretar su éxito Conociéndote. En 1992 interpreta la canción Sin salida, que saldría en la telenovela Princesa, emitida por Canal 9 Libertad, compone los cortes de difusión de discos de su amiga y colega musical Valeria Lynch, estos fueron «Cuando estuve sola» (del disco Caravana de sueños, de 1994) y «Luz de mis ojos» (del disco De regreso al amor, de 1996). Desde 1993 hasta 2010, solo realizó tres álbumes, de los cuales solo uno contiene únicamente temas inéditos.
En 2001, su éxito, «Conociéndote», es utilizado para un sketch del programa humorístico Poné a Francella, emitido por Telefe, el sketch mostraba las vicisitudes de Arturo Petrocelli (personaje interpretado por Guillermo Francella), quien se enamora perdidamente de Julieta Taboada (personaje interpretado por Julieta Prandi), la mejor amiga de su hija. En dicho programa, César ha realizado participaciones especiales en dos emisiones (En los sketches «La nena» y «Cuidado hospital»).
En 2007 falleció Jorge Scoufalos, su amigo y compañero artístico de toda la vida.
En mayo de 2013, realiza una participación especial en la telecomedia Solamente vos (protagonizada por Adrián Suar y Natalia Oreiro) y emitida por El trece, donde interpreta el hit «No quiero ser más tu amigo».
Durante el 2021, realiza participaciones en el programa Lito Vitale a la medianoche, conducido por Lito Vitale y emitido por la Televisión Pública Argentina, re versionando muchos de sus clásicos, y a través de distintas plataformas digitales, lanza una nueva canción, llamada «Don't cry (No llores)».
En junio del 2024, otro de sus éxitos, «Por siempre, mi buen amor», es utilizado para un institucional de Telefe durante la Copa América 2024, donde se proyectan momentos gloriosos de la Selección Argentina de fútbol y las figuras del canal alentando en distintos campeonatos. 
En mayo del 2025, es convocado para participar en la obra de teatro de género musical La llamada, y el 20 de junio es estrenada la canción «Cómo hay que hacer para olvidar», a dúo con Adrián Barilari.

### Vida personal
Pueyrredón se casó en noviembre de 1979 con Cecilia García Laborde. Tienen 2 hijos: Marcos (nacido el 9/5/1985) y Juana (nacida el 26/1/1987).
Es un reconocido hincha fanático del Club Atlético Independiente.

## Discografía

### Con Banana
- Facundo ha llegado al mundo, 1969
- Banana, 1974
- Aún es tiempo de soñar, 1979
- Licuado, 1980
- De entrecasa, 1983

### Solista
1. Así de simple, RCA, 1984
2. Solo un poco más, Pelícano-DBN, 1985
3. Está en vivo Pelícano-DBN, 1986
4. Más cerca de la vida, Pelícano-DBN, 1987
5. Ser uno mismo, Pelícano-DBN, 1988
6. Tarde o temprano, Pelícano-DBN, 1989
7. Edición internacional, EMI-Capitol México, 1990
8. 20 años, ABR-DBN, 1991
9. Armonía, BMG, 1992
10. De la ternura a la pasión, BMG, 1993
11. De colección, EMI, 1997
12. Souvenir del paraíso, CBP, 1999
13. Romántico + nuevo, CBP, 2004